# Neivamyrmex nordenskioldii
Neivamyrmex nordenskioldii är en myrart som först beskrevs av Holmgren 1908.  Neivamyrmex nordenskioldii ingår i släktet Neivamyrmex och familjen myror. Inga underarter finns listade i Catalogue of Life.